# Raffig Tullou
Pour les articles homonymes, voir Tulou.
Raffig Tullou, dit aussi Neven Lewarc’h, pseudonymes de Raphaël Jean-Baptiste Joseph Tulou, né le 6 janvier 1909 à Mordelles et mort le 16 janvier 1990 à Saint-Herblain, est un sculpteur, décorateur et journaliste français.
Il fut très impliqué dans le mouvement breton.

## Biographie
Raffig Tullou a diversement exercé sa profession, tant dans l'art mobilier régional de Rennes que dans les styles classiques. Il conçoit des mobiliers celto-breton modernes, pratique la sculpture sur pierre et sur bois, restaure des édifices classés. On lui doit la statue de Nominoë à Bains-sur-Oust, la plaque commémorative en hommage aux auteurs de la conspiration de Pontcallec, place du Bouffay, à Nantes, et un encadrement de porte en schiste taillé et sculpté sur un hôtel du centre-ville de Nozay.
Il est membre du mouvement artistique breton Seiz Breur.
Raffig Tullou s’est tout particulièrement investi dans la restauration de sculptures. Il restaure le groupe en bronze intitulé Pour le drapeau dû à Georges Bareau, du Monument aux morts de la guerre de 1870 à Nantes, ainsi que la statue en plâtre d'Alain Barbetorte, œuvre monumentale du sculpteur Amédée Ménard qui, ayant été retirée de la préfecture de Nantes en 1975, fut vandalisée dans la cour du château des ducs de Bretagne où on l'avait déposée.

### Néodruidisme
Après avoir été  administrateur du journal Foi et Bretagne en 1928, il revient à ses racines et se tourne vers les études druidiques, fondant, avec Morvan Marchal et Francis Bayer du Kern, la revue Nemeton, avant de fonder, en 1936, Kredenn Geltiek (Croyance celtique) ou Kevanvod Tud Donn (Assemblée des gens de la Dêua Ana). Il est encore le néo-druide fondateur de Kad, bulletin d'études et de philosophie druidique, devenu Ialon.

### Parcours
En 1934, il rejoint le Mouvement fédéraliste breton, avec Yves Gestalen, Francis Bayer du Kern, Goulven Mazéas et Morvan Marchal.
A la suite de la dissolution du Parti autonomiste breton, il rejoint la Ligue des frères bretons et fonde le journal Breiz Digabestr, présenté comme l'organe des nationalistes bretons chrétiens.
Il participe aux journaux collaborationnistes L'Heure bretonne et Nemeton, pendant la Seconde Guerre mondiale. Il est le dernier secrétaire général de Unvaniez Seiz Breur, en 1944. Par la suite, il fonde le Koun Breizh (Souvenir breton) en 1954, société traditionaliste et culturelle pour la défense du patrimoine artistique et la promotion de structures administratives bretonnes. Raffig Tullou fonde également Skoed (Le Bouclier), en 1966, comme organe officiel du Souvenir Breton.